# Kirsta (vid Pitkäluoto, Nystad)
Kirsta är en ö i Finland.   Den ligger vid Pitkäluoto i kommunen Nystad i den ekonomiska regionen Nystadsregionen och landskapet Egentliga Finland, i den sydvästra delen av landet, 210 km väster om huvudstaden Helsingfors. Arean är 0,90 kvadratkilometer.
Terrängen på Kirsta är mycket platt. Öns högsta punkt är 10 meter över havet. Den sträcker sig 1,5 kilometer i nord-sydlig riktning, och 1,0 kilometer i öst-västlig riktning.